# Cihu (socken)
Cihu (kinesiska: 慈湖) är en socken i östra Kina. Den ligger i stadsdistriktet Huashan i staden Ma'anshan i provinsen Anhui, omkring 120 kilometer öster om provinshuvudstaden Hefei. Antalet invånare är 26 263. Befolkningen består av 13 214 kvinnor och 13 049 män. Barn under 15 år utgör 11,0 %, vuxna 15-64 år 79 %, och äldre över 65 år 8,0 %.
I Huashan finns även ett stadsdelsdistrikt med samma namn, Cihu jiedao (慈湖街道). 